# 東京山手線内

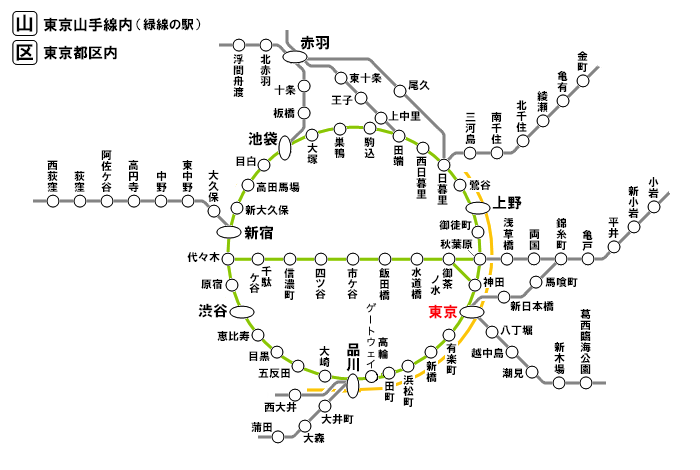
緑線は「東京山手線内」に該当する区間

東京山手線内（とうきょうやまのてせんない）とは、JRの旅客営業規則第78条第1項第1号に規定する区間であり、この区間を発着する場合は運賃計算などに関する特例が適用される。
運転系統としての山手線（東海道本線東京駅 - 品川駅間、東北本線東京駅 - 田端駅間、山手線品川駅 - 田端駅間）およびその内側にある中央線快速東京駅 - 新宿駅間、中央・総武緩行線秋葉原駅 - 新宿駅間（中央本線神田駅 - 代々木駅間・総武本線秋葉原駅 - 御茶ノ水駅間）の各駅を指す。これらの駅の駅名標には「山」（）の記号が付いている。

## 賃率に関する特例
東京山手線内の駅を相互発着する場合、普通旅客運賃の計算において幹線区間よりも割安な対キロ賃率を適用する（旅客営業規則第78条第1項第1号）。詳細は、電車特定区間を参照のこと。

## 営業キロ・運賃計算キロの起終点駅に関する特例
東京山手線内にある駅と、中心駅（以下「東京駅」という）から片道の営業キロが100kmを超え200km以下の鉄道区間内にある駅との相互間の鉄道の片道普通旅客運賃は、東京駅を起点または終点とした営業キロ又は運賃計算キロによって計算する（以下「本特例」という）。
- 東京近郊区間内では、東京駅からの経路が最短でない経路のうち営業キロが100km超となる経路の運賃について、東京駅からの最短経路の営業キロが100km以下になる場合は、本特例を適用しないで運賃を計算することができる[2][注釈 2]。
- 本特例が適用される乗車券では東京山手線内のいずれの駅での乗車・下車も可能である。ただし、東京山手線内での途中下車はできない[3]。
- 東京駅からの営業キロが200kmを超える場合には、本特例より広範な規定である東京都区内の規定を適用する[4]。
- 本特例が適用される乗車券で東京山手線外の駅まで乗り越す場合は、下車駅から最も近い東京山手線内の駅からの運賃を収受する[5]。逆に、東京山手線外から本特例が適用される乗車券に接続する乗車券を購入する場合は、東京山手線内で発駅から最も近い駅までの乗車券を購入すればよい[注釈 3]。

なお、新幹線回数券などの特別企画乗車券においては、利便性を考慮して、東京駅から100km以下の近距離区間であっても本特例と同様の制度を適用している場合がある。そのため、区間によっては、通常の乗車券ではあり得ない券面表示になることもある。
新幹線専用の企画乗車券（エクスプレス予約・スマートEX・新幹線eチケット・タッチでGo!新幹線）は運賃と料金が一体の為、新幹線駅の単駅指定となる為当制度が利用できない。
SuicaのSFで乗車する場合は、ICカード乗車券取扱規則第29条の規定により本特例が適用される。

## 均一乗車券
東京山手線内の全区間に有効な「東京山手線内均一定期券」が発売されているほか、2000年（平成12年）1月31日までは、同区間に有効な11枚綴りの「東京山手線内均一回数券」が1,600円で発売されていた。

## 歴史
元々は、1925年より開始した山手線の環状運転区間に与えられた東京電環であるが、実際にこの名称になったのは池袋駅 - 赤羽駅間を「赤羽線」として正式に分離した1972年のことである。
2024年12月6日、JR東日本は、国土交通大臣に対し、2026年3月実施予定の「東京山手線内」および「（東京の）電車特定区間」の運賃区分を廃止し、「幹線」に統合することを含む運賃改定について申請したことを発表した（ただし、「山手線内」として言及されている内容は賃率に関する特例部分であり、営業キロ・運賃計算キロの起終点駅に関する特例については特に言及されておらず、完全に「東京山手線内」が廃止されるかは不明）。